# Meunier & Cie
Meunier & Cie is een in 1894 in Châtel-Saint-Germain gesticht champagnehuis. De firma heeft kelders in Ay. De cuvée de prestige van het huis is de Meunier & Cie Cuvee du Fondateur. Het door Christian Meunier Christian Meunier, Kurt Fuchs en Heinz Werums gestichte bedrijf gebruikt bijna uitsluitend druiven uit grand- en premier cru- gemeenten van de Champagne waarbij vooral de cuvée, de eerste persing, wordt gebruikt.
De flessen mogen voor de prise de mousse drie jaar op gist in de in de krijtrotsen uitgehouwen kelders ("crayères") rusten.

## De champagnes
- De Meunier Brut is de meest verkochte champagne en het visitekaartje van het huis. De wijn bestaat voor 10% uit chardonnay, 65% uit pinot noir en 25% uit pinot meunier. De wijn werd met reserve uit de kelders aangevuld. Zo kan het huis garanderen dat de brut ook in mindere wijnjaren van de gewenste kwaliteit is en wordt de stijl van het huis gehandhaafd. De dosage suiker in de liqueur d'expédition is 4.6 gram per liter.
- De Meunier Rosé is een roséchampagne.
- De Meunier Millésime is een millésime wat inhoudt dat alle druiven in hetzelfde wijnjaar zijn geplukt.
- De Meunier Grande Réserve
- De Meunier Blanc de Blancs is een blanc de blancs van uitsluitend chardonnay
- De Meunier Cuvée du Fondateur